# Polina Leschenko
Polina Leschenko (* 1981 in Sankt Petersburg) ist eine russisch-israelische Pianistin.

## Leben und Werk
Polina Leschenko wurde in eine Musikerfamilie hineingeboren. Sie nahm im Alter von sechs Jahren ersten Klavierunterricht bei ihrem Vater. Mit acht Jahren gab sie ihr Solo-Debüt beim Leningrader Sinfonieorchester in St. Petersburg. Sie studierte bei ihrem Vater Sergei Leschenko, Vitaly Margulis, Pavel Gililov, Alexandre Rabinovitch-Barakovsky und Christopher Elton. 1991 zog die Familie nach Israel um und 1993 nach Brüssel, wo sie ein Jugendstudium am königlichen Konservatorium absolvierte. Im Alter von zwölf Jahren debütierte sie im Londoner Barbican Centre mit Beethovens 5. Klavierkonzert. Seit 1994 studierte sie parallel bei Pavel Gililov an der Musikhochschule Köln. 1994 gewann sie den Tenuto-Wettbewerb der belgisch-flämischen Radio- und Fernsehgesellschaft (BRTN). 1995 wurde sie Preisträgerin des Klavierwettbewerbs Paloma O’Shea in Santander. Im Alter von 16 Jahren erhielt sie ihr höheres Diplom mit der größten Auszeichnung vom Königlichen Konservatorium in Brüssel.
Seitdem wirkte sie weltweit mit bedeutenden Orchestern wie der Camerata Salzburg, den London Mozart Players, dem Scottish Chamber Orchestra, dem Berner Symphonieorchester, dem Russischen Nationalorchester oder dem Australian Chamber Orchestra zusammen. Sie trat in bekannten Konzertsälen auf wie dem Wiener Konzerthaus, dem Mozarteum in Salzburg, dem Concertgebouw in Amsterdam, der Berliner Philharmonie, der Carnegie Hall und dem Lincoln Center in New York.
Als Kammermusikerin trat sie häufig bei Festivals wie den Salzburger Festspielen, dem Progetto Martha Argerich in Lugano, dem Verbier Festival oder dem Oxford Piano Festival auf. Als Pianistin wirke sie regelmäßig mit Künstlern wie Martha Argerich, Ivry Gitlis und Patricia Kopatchinskaja zusammen.
Zu ihren neueren Tonträgereinspielungen gehören die Rezital-CD „Forgotten Melodies“ (Label Avanti Classic), das Doppelkonzert von Felix Mendelssohn mit dem Australian Chamber Orchestra und Richard Tognetti (Label BIS) und das Klavierquartett op. 87 von Antonín Dvořák im Rahmen der Reihe Martha Argerich and Friends Live from the Lugano Festival (Label EMI).
Von dem französischen Musikmagazin le Monde de la Musique wurde Polina Leschenko für „ihr außerordentlich kraftvolles und virtuoses Spiel“ und ihre „einzigartige Sensibilität“ mit einem „Choc“ ausgezeichnet. Polina Leschenko lebt derzeit mit ihrer Familie in Brüssel.

## Diskografie
- 2004 Martha Argerich Presents ... Polina Leschenko.
- 2006 Live from the Lugano Festival 2005.
- 2007 Liszt Recital.
- 2008 Music for Two Pianos.
- 2011 Martha Argerich – Solo & Duo piano.
- 2012 Forgotten Melodies.
- 2013 Mendelssohn.
- 2020 Russian Classical: The Modern Era.